# Jardin médicinal
Pour les articles homonymes, voir Hortus (homonymie).
 (février 2018).
Si vous disposez d'ouvrages ou d'articles de référence ou si vous connaissez des sites web de qualité traitant du thème abordé ici, merci de compléter l'article en donnant les références utiles à sa vérifiabilité et en les liant à la section « Notes et références ».
Un jardin médicinal, ou jardin de simples — appelé en latin hortus medicus, ou herbularius — est un lieu où l'on cultive des plantes aux vertus médicinales, appelées simples ou plantes officinales. On y retrouve aussi souvent des plantes condimentaires comme le thym, la sauge, la mélisse et l'hysope.
En France, après avoir été largement oubliés, ces jardins sont à nouveau d'actualité. On les trouve chez des particuliers qui se soignent par phytothérapie et dans des parcs à but scientifique ou culturel liés au patrimoine – tel le prieuré d'Orsan, à Maisonnais, dans le Cher, ou le Jardin médiéval d'Uzès, dans le Gard.

## Historique

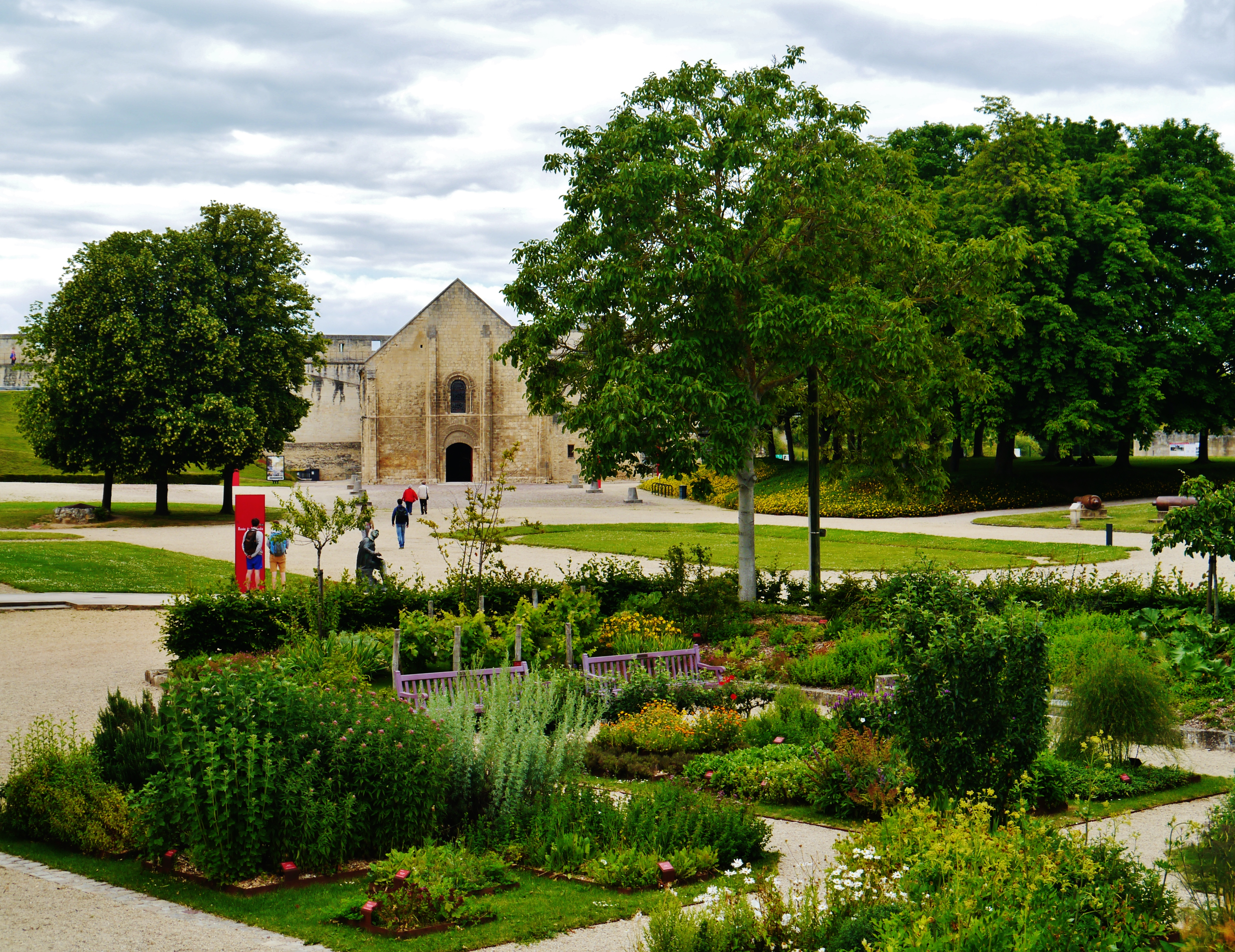
Reconstitution d'un jardin de simples au château de Caen, en France.

La culture de plantes médicinales a une longue histoire. Au temps de la Rome antique, ces dernières occupaient plusieurs professionnels : le iatralipice et les unguentarii (spécialistes des onguents), les aromatarii (préparateurs de produit médicinaux) et les pharmacopolae (vendeurs des produits médicinaux). À cette époque, la pharmacopée végétale était très usitée.
Après la chute de l'Empire romain, c'est dans les jardins de monastère que les moines ont continué à faire vivre cette tradition. En Suisse, un plan de l'Abbaye de Saint-Gall datant de 816 garde la trace d'un jardin médicinal.
En Italie, le Jardin des simples de Florence, créé en 1545 sous Cosme Ier de Toscane, est, avec celui de Pise, l'un des plus anciens jardins botaniques au monde. 
En France, les jardins italiens — et particulièrement celui de Padoue —, inspirent le botaniste Pierre Richer de Belleval, qui obtient l'autorisation du roi Henri IV de fonder un tel jardin médicinal en annexe à l'Université de Montpellier. Il parcourt les Cévennes et visite l'arboretum de l'Hort de Dieu situé sur le flanc sud du mont Aigoual, à la frontière du Gard et de la Lozère, y collectionne les plantes et les cultive sur une butte quadrangulaire pour offrir à chacune la même exposition que sur la montagne.
Dans son Théâtre d'agriculture et mesnage des champs, publié le 1er mars 1600 et dédié à Henri IV, Olivier de Serres consacre deux chapitres au jardin médicinal, à son ordonnance et à son approvisionnement.
Le jardin botanique de Bordeaux, créé en 1629, a été confié à l'école d’apothicaires, comme le jardin des plantes de Nantes en 1687.
Après la révolution industrielle, l'industrie pharmaceutique a repris ces rôles, en se passant souvent de l'utilisation de plantes.
Aujourd'hui, de nombreux sites tels que les jardins du prieuré d'Orsan, inaugurés en 1992 et ouverts au public en 1994, proposent la reconstitution et la visite de jardins de simples où les plantes sont cultivées dans des carrés de terre surélevés.